# Nadine Ross
Nadine Ross, é uma personagem fictícia da série de jogos eletrônicos, Uncharted, desenvolvidos pela Naughty Dog. Ela é uma ex-mercenária chefe de uma milícia chamada Shoreline que ela herdou de seu pai. Depois de ocasionar a  falência da Shoreline ao enfrentar Nathan e Samuel Drake ela entra no mundo de caça ao tesouro se inclinando nessa área. Nadine foi revelada na revista Game Informer em 2015 e mais tarde vista em ação na The Game Awards do mesmo ano. Ela foi a primeira antagonista da série a se tornar protagonista, aparecendo primeiramente em Uncharted 4: A Thief's End e depois em Uncharted: The Lost Legacy.
Nadine foi concebida na série depois que Neil Druckmann e Bruce Straley assumiram a direção de Uncharted 4 na saída de Amy Hennig. Sua criação causou algumas controvérsias no estúdio por ser uma mulher forte que batia de frente com o protagonista, levando um funcionário a ser demitido. E mais tarde a escolha de Laura Bailey como dubladora e mocap ocasionando uma nova polêmica por trazer uma dubladora branca no papel de uma personagem negra.

## Design do personagem

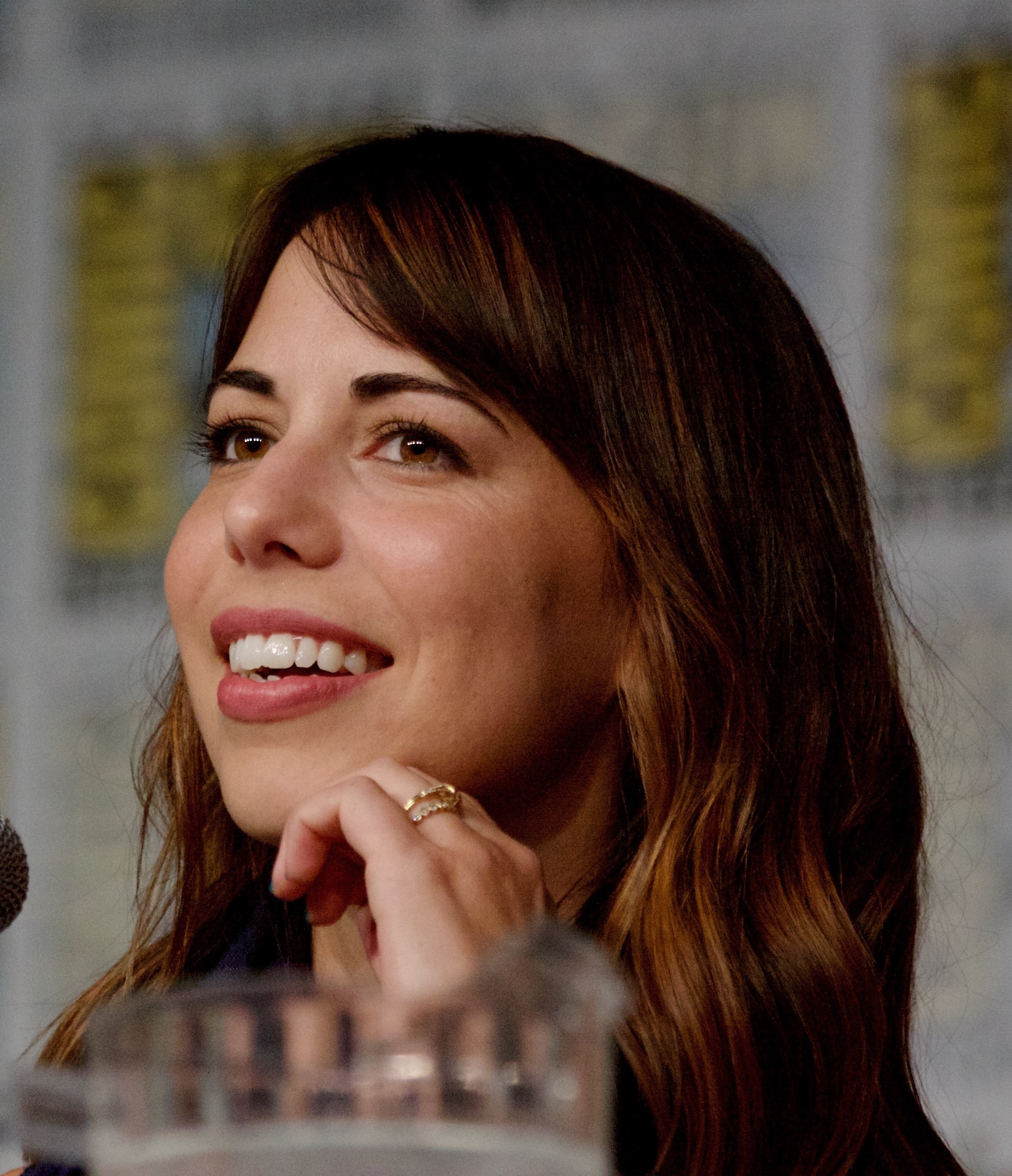
Laura Bailey, dubladora e mocap de Nadine

Nadine Ross não existia na versão inicial do jogo que foi iniciada por Amy Hennig. Quando a Naughty Dog a criou ela não tinha uma aparência física em mente, somente seus detalhes de personalidade assim como seu papel de mercenária em uma organização militar e a África do Sul como seu país de origem. Com essas referências formadas eles começaram as entrevistas para elenco, havia mulheres de brancas, negras e até mesmo da África do Sul. Ainda no processo de escolha, Druckmann se voltou para a equipe de conceito de arte e lhe sugeriram uma mulher negra.  Ele gostou da ideia, por não ver muito uma mulher negra capaz, e a personagem ainda transmitia ser a Nadine que ele tinha visado. Laura Bailey acabou sobressaindo todas as candidatas assim sendo escolhida, e isso levou um membro da equipe o alertou que a dubladora era branca e poderia criar controvérsias.  Sugeriram mudar a personagem, mas ele continuou irresoluto e depois de meses a personagem estava pronta e a equipe impressionada com o resultado.
Laura Bailey ao ser contestada se explicou no Twitter, ela contou que quando foi para o ensaio ela não tinha recebido uma foto ou descrição física de Nadine, só tinha uma história de fundo. Nadine era descrita como uma mulher forte, inteligente, poderosa e com sotaque sul africano. Ela treinou o sotaque com seu coach inúmeras vezes para o teste. Bailey havia ficado obcecada com as cenas em sua mente e concorreu com várias atrizes de diferentes etnias. Somente quando ela chegou pela primeira vez na filmagem que chegou a ver o conceito de arte que o estúdio havia acabado de criar, e era completamente diferente dela. O fato tinha se tornado mais difícil, ela tinha o mesmo plano de fundo, mesma força e personalidade só que agora ela tinha a pele negra, isso poderia tornar a performance dela inaceitável.

## Atributos

### Personalidade
Nadine Ross é uma ex-mercenária líder de uma corporação paramilitar chamada Shoreline, a qual ela herdou de seu pai. Tentando reerguer o negócio que ela herdou, ela aceita vários trabalhos ao redor do mundo para levantar a moral e obter dinheiro para sua companhia. Nadine tem uma presença imponente, uma líder nata, que fica desconfortável em tomar ordens, além de ser autopreservadora. Ela também é bastante organizada, estruturada e pragmática, tendo problemas em lidar com pessoas que são oposto a isso, e sempre tenta transparecer ser uma líder confiável. Ross também é habilidosa e bastante experiente em artes-marciais conseguindo se sobressair em combate corpo a corpo, sendo capaz de se defender facilmente de Nate e Sam de uma só vez, ambos significativamente mais volumosos do que ela na aparência, igualmente outros oponentes. No entanto, na batalha final de The Lost Legacy e durante o jogo, ela é quase dominada por Asav, o principal vilão do jogo, além de ser canhota. Apesar do semblante sempre sério, ao longo que ela vai criando amizade com Chloe Frazer ela demonstra ser uma pessoa afável às vezes jocosa e com uma admiração pela natureza, em especial por macacos.. Admirada pelas descobertas e a aventura do mundo da caça ao tesouros ela acaba por fim desistindo da Shoreline se tornando mais uma ladra caçadora de tesouros.

### Aparência física
Nadine é uma mulher negra de olhos castanhos e cabelos negros, enquanto líder da Shoreline ela usava um corte afro, mais tarde optando para um rabo de cavalo baixo enquanto caçadora de tesouros. Ela tem uma cicatriz no pescoço no qual provavelmente adqurida em combate. Costumava usar fardamento militar, depois optando por uma camiseta comum e uma calça cargo.

## Aparições

### Série principal

#### Uncharted 4: A Thief's End
No jogo eletrônico de 2016, Uncharted 4: A Thief's End, Nadine é líder de uma organização paramilitar chamada Shoreline que estava em crise após algumas guerras civis nas quais ela participou ainda no comando de seu pai. Ela então é contatada pelo multimilionário ladrão e caçador de tesouros, Rafe Adler, e aceita oferecer seus serviços por serem já parcialmente pagos de início. Juntos eles vão atrás da fortuna do pirata Henry Avery na qual Adler já buscava há alguns anos. Com as pistas de Rafe ela o acompanha a um leilão na Itália, onde teria uma relíquia que seria uma pista para o tesouro de Avery. Ela sugere a Rafe que invadissem com seu exército, mas ele nega dizendo que participar normalmente do leilão seria mais seguro e rápido. Já no leilão, Nadine encontra Victor Sullivan a quem havia conhecido em um antigo trabalho da Shoreline e ele era seu rival. Ela o trata amistosamente e conversam sobre assuntos aleatórios e pergunta por Nathan Drake. Sully conta que seu parceiro havia se aposentado quando Adler chega e participa da conversa. Rafe começa a desconfiar dos motivos de Sully estar no leilão e tenta fazê-lo contar. Victor se faz de desentendido levando Adler a ficar fora de si e gritar com ele o ameaçando. Nadine intervém e Sully sai de perto dos dois em seguida. Chegada a hora do leilão da relíquia, Adler compete com Sully quando repentinamente a energia do salão cai e a relíquia é roubada por Samuel Drake que estava ali disfarçado. Rafe já desconfia de Sully e tenta pará-lo mas ele foge. Nadine já fora do salão tenta encontrar os ladrões e se depara com Nathan. Ela é direta e o manda lhe entregar a relíquia. Nate se faz de desentendido e então ela o violenta e ambos se degladiam brevemente com Nadine o jogando pela janela. Nathan consegue se safar e foge com seus parceiros. Reunidos eles analisam a relíquia e conseguem uma pista que leva a um monastério na Escócia o qual supostamente Avery havia comprado e tido seus últimos dias ali. E esse monastério havia sido comprado por Rafe. Sem pistas Adler decide voltar a explorar o monastério com ajuda da Shoreline. Impaciente Nadine manda seus homens explodirem certas localidades do terreno para agilizar o andamento das coisas. Rafe se irrita e tenta ponderar com Nadine dizendo que não consegue examinar destroços. Eles acabam discutindo e cada um segue fazendo o que sabe fazer de melhor. No meio às explosões Nadine encontra Nathan e Samuel e no nos fundos do monastério, ela vê o mapa da Baía do Rei e um vulcão em Madagascar e aciona Adler para vir ao local. Os irmãos ludibriam Nadine conseguindo escapar do local. Com a pista obtida pela descoberta dos Drakes, Rafe e Nadine partem para Madagascar. Vasculhando a Baía do Rei eles interceptam os ladrões tentando inúmeras vezes eliminá-los, e Rafe acaba contratando hackers que invadem os celulares de seus rivais assim pegando as pistas que eles haviam conseguido. Mais uma vez a dupla persegue os Drakes até uma grande ilha perdida  e nela encontram Libertalia uma lendária cidade pirata que havia sido fundada por Henry Avery. Eles encurralam os ladrões e Nadine acaba se encontrando com Nathan e Samuel, Ross muito brava por tanta interferência e ter perdido muitos soldados tenta render os irmãos mas sem sucesso. Sam acaba pegando um revólver e a rende com Rafe chegando com os capangas da Shoreline. Irritado Sam ameaça matar Nadine se Rafe não recuar com os soldados. Adler se recusa não acreditando que os Drakes não eram capaz disso, enquanto Nate tenta ponderar com Sam, mas ele fica irresoluto puxando o gatilho mas Nate consegue puxar seu braço na hora fazendo ele errar o tiro. Nadine fica brava com Rafe por ter colocado a vida dela em risco e espera o seu parceiro tomar sua decisão com os ladrões. Ele decide levar Samuel consigo e matar Nathan atirando no mesmo, Sam pula na frente defendendo seu irmão e assim o derrubando sem querer do penhasco e o tiro passando de raspão em seu braço. Samuel leva Nadine e Rafe até a mansão de Avery aonde encontram um calabouço cheio de armadilhas onde Nadine perde mais alguns homens e por fim encontram parte do tesouro. Nadine decide partir com o tesouro que havia encontrado por achar arriscado demais continuar a exploração.Samuel havia fugido e roubado um barco da Shoreline indo para o navio de Avery aonde estava o restante do tesouro. Adler fica transtornado e tenta persuadir sua parceira a impedir Sam e pegar o resto do tesouro. Ross se recusa dizendo que havia perdido  muitos homens, que o tesouro que ela pegou bastava e que Sam  merecia o tesouro, até mais que Rafe. Ele se irrita então estapeia Nadine que furiosa o soca no estômago mas é detida por Orca e Knot seu ex-soldados. Rafe havia comprado seus serviços e obriga Ross a acompanhá-lo até o navio. Lá dentro eles tentam matar Samuel mas ele aciona um canhão que mata Knot e faz um mastro ceder em cima dele o desmaiando. Nathan chega no local e é rendido por Rafe e Nadine, mas Ross aproveita a distração de seu ex-parceiro e o rende trancando ele com Nate e Sam naquele deck e foge dali.

### Jogos relacionados

#### Uncharted: The Lost Legacy
Nadine retorna nesse novo título como uma das protagonistas e parceira de Chloe Frazer. Ela é contatada por Chloe por conta de seu histórico de trabalho e por conhecer bem Asav. Asav é um líder insurgente que está trazendo caos e uma guerra civil pela índia na busca do mesmo tesouro que Chloe, a presa de Ganesha, um tesouro lendário do Império Hoysala. Querendo reaver a Shoreline, a qual havia sido usurpada por um de seus soldados após os eventos em Libertalia, ela acaba aceitando o contrato de Chloe. 
Ross havia marcado um ponto de encontro com sua parceira no qual ela chega atrasada e é encurralada por soldados de Asav. Nadine chega a tempo e ajuda Chloe a se livrar dos homens. Elas discutem e Chloe se impõe dizendo que se Nadine quiser continuar no serviço vai ter que andar conforme as ordens dela. Nadine mesmo relutante aceita e elas prosseguem o trabalho. As duas prosseguem para um prédio onde Asav guardava suas relíquias. Frazer encontra um mapa e um disco codificado mas é interceptada pelo terrorista que tenta reconhecer Nadine e tenta induzi-la a trabalhar com ele novamente. Ela nega e imediatamente Frazer tenta vender seus serviços os quais Asav dispensa com deboche, além de deizer que já tinha um profissional trabalhando para ele. Chloe improvisa um escape e foge do local com sua parceira. Nadine fica transtornada por Chloe ter tentado lhe passar a perna, mas elas acabam se entendendo. Numa balsa em rumo aos Gates Ocidentais indicado no mapa que ela havia encontrado, Chloe decifra o disco conseguindo mais pistas do tesouro. Nos Gates elas exploram o local enquanto e Chloe pede para ela ficar de olho em Asav e seus homens. À medida que elas vão avançando na exploração e enfrentando os soldados de Asav elas vão falando sobre seu passado e criando um vínculo. Por fim as pistas acabam levando-as à Halebidu e de lá elas descobrem que a Presa estava escondida em Belur. Asav chega com seu exército e consegue subjugar as duas mulheres, e quando está para executar Chloe, Nadine impede e as duas aventureiras lutam contra seu adversário. Ele joga as duas em um aqueduto esperando se livrar de ambas. Elas sobrevivem e prosseguem sua jornada quando Nadine avista uma frota de Asav e nela ela  percebe que Samuel Drake era o tal profissional que Asav estava usando. Chloe então diz a verdade, que ela havia começado o trabalho com Sam e que ele havia sumido, então ela queria encontra-lo e pegar a Presa, e que precisava de uma ajuda profissional. Nadine fica enfurecida socando sua mandíbula e a acusa de planejar de dissimulação e traição por saber que ela havia perdido a Shoreline por causa de Samuel e seu irmão mais novo. Chloe tenta se explicar mas Nadine a abandona e segue sozinha. Chloe a segue mas enfrenta sozinha os soldados que estavam ali de guarda, com a local assegurado ela convence Nadine a continuar trabalhando com ela, mas a confiança dela fica prejudicada. Elas adentram umas ruínas secretas e lá encontram um filhote de elefante encurralado em baixo de alguns destroços e ambas ajudam o animal a se soltar. Involuntariamente ele as leva de carona em suas costas, Frazer acaba desabafando sobre seu passado e pede desculpas. Ross aceita as desculpas e elas continuam a busca pela Presa e para ajudar Sam. Elas encontram Belur e prosseguem adentro enfrentando seus adversários, mas acabam novamente sendo surpreendidas por Asav. Ele une os três caçadores para ver sua glória e Samuel ao notar que Nadine estava ali começa a reclamar e provocar e Ross rebate todas as incitações do ladrão, até ameaçando de lhe bater. Asav obriga Chloe a resolver mais um puzzle que exigiria seu sacrifício, mas ela consegue sobreviver e ao mesmo tempo revelar a Presa. Ele prende os três caçadores e explode o local para matá-los. Chloe consegue se soltar e soltar seus parceiros em seguida e mesmo com algumas rusgas entre  seus parceiros, eles prosseguem a aventura pra tomar a Presa de Asav. Eles descobrem que a Shoreline está envolvida com o caso, deixando Nadine enfurecida que retalha os homens que ali estavam. Chegando na estação de trem, eles descobrem que o novo líder da Shoreline é Orca, um ex-soldado de Nadine e ele estava negociando a Presa com Asav.  O trio enfrenta os soldados da Shoreline que ali estavam e conseguem deter Orca. Nadine e Orca discutem, e o homem tenta ludibriar Nadine enquanto conta que havia vendido uma bomba para Asav em troca da Presa. Ele acaba sacando uma arma sorrateiramente, Samuel percebe isso e pula em cima de Nadine a salvado, ela no processo atira nem Orca o matando. Chloe pensativa percebe que Asav pretende detonar a bomba na cidade para começar uma guerra e decide impedir isso. Nadine tenta convencê-la a chamar a polícia e deixar isso para as autoridades por ser muito perigoso. Chloe continua decidida em fazer algo, e Nadine briga com Sam por ele não tentar impedir sua amiga. Ela se prepara para sair e Sam entra no carro dizendo que não quer ficar com Nadine, e ela acaba decidindo ajudar a nova amiga e manda Sam ir para o banco de trás. O trio acaba perseguindo o trem onde estava a bomba, as duas mulheres entram no trem e enfrentam inúmeros soldados até chegar na cabine de motor que estava trancada. O trem acaba ficando mais próximo de seu destino e Frazer decide que precisa mudar a rota do trem. Ela deixa o veículo e se reencontra com Sam que a ajuda com os trilhos, mas pouco depois tempo ele tenta convencê-la a deixar Nadine. Chloe briga com ele e vai atrás de Ross com Sam dando cobertura. Chegando no veículo Asav aparece furioso enfrenta as duas mulheres. Depois de uma luta intensa elas o derrotam e o trem cai em um abismo explodindo, por pouco elas acabam escapando e Sam se junta às suas parceiras. Nadine pergunta pela Presa e Sam finge que havia perdido, ela esmurra seu braço e Chloe pergunta o que ela iria fazer agora, se voltaria com a Shoreline. Ela responde que iria ser caçadora de tesouro e que precisava de parceiro. Sam se oferece e ela nega a parceria dele. Depois de uma breve conversa, elas decidem entregar a Presa para o Ministério da Cultura da Índia e Sam tenta dar alternativas mais rentáveis.

### Outras mídias

#### Spotify
No lançamento de Uncharted 4: A Thief's End Nadine recebeu uma playlist oficial no Spotify.

## Controvérsias
A personagem se envolveu em várias polêmicas desde que foi revelada. Sites como o NeoGAF e a Motherboard criticaram o fato de uma personagem negra ser dublada por uma atriz branca. Com tanto burburinho Neil Druckmann resolveu explicar que a personagem quanto concebida não tinha uma aparência física, somente sua personalidade local de origem e o que fazia. Ele também salientou que muitas pessoas de lugares diferentes incluindo da África do Sul participaram da audição e que Laura Bailey sobressaiu à todas. Antes da segunda etapa da audição um designer chegou até Druckmann mostrando um design da personagem, lhe sugerindo uma mulher negra. Ele gostou da ideia por haver poucas mulheres negras e capazes atuando como líder em um jogo eletrônico. Apesar da escolha de Laura para o papel, eles ainda repensaram o design de Nadine. Um colega lhe disse que mesmo eles tendo uma atriz negra interpretando uma personagem branca isso lhe traria controvérsia, mas Druckman não voltou atrás. Neil acrescentou que a aparência do dublador não tem a ver com a do  personagem não tem a ver com a do personagem, do contrário Troy Baker jamais poderia interpretar Joel e Ashley Johnson não poderia interpretar Ellie. Ele ainda acrescentou que uma atriz negra fazia a voz de uma personagem branca no mesmo jogo. Mais tarde foi revelado que Merle Dandrige deu a voz para Evelyn.
Laura Bailey resolveu dar um parecer e se defender no papel dizendo que quando ela chegou na audição ela só havia recebido um resumo de como era a personagem, sua personalidade, capacidade e local de origem, e tinha ficado maravilhada com um plano de fundo tão raro para uma personagem feminina. Laura também reiterou que havias pessoas de várias etnias e que passou a treinar com mais afinco com seu coach o sotaque sul-africano. No dia das filmagens foi quando ela viu o conceito de arte de Nadine. Chegado o dia de filmagem ela viu pela primeira o conceito de arte, que era muito bonito e ao mesmo tempo muito diferente dela. Aquilo havia dificultado seu trabalho, não porque e afetaria sua performance, Nadine era a mesma mulher. Nadine tinha a pele diferente do dela, havia uma chance de acharem o trabalho inaceitável.
A personagem também causou revolta a um tester sexista que ficou irritado pelo fato de Nadine conseguir enfrentar Nathan Drake. Ao jogar o epílogo do quarto jogo da série ele ficou ainda mais exasperado com a criação de uma filha para o protagonista ao invés de um filho que o fez surtar xingando o estúdio e abandonando o trabalho.

## Recepção
O debute de Nadine Ross foi misturada com críticas medianas, alguns críticos exaltaram por ela ser uma mulher negra forte e independente, enquanto outros alegaram uma falta de profundidade e de exploração. A Metro disse que Nadine é a mais interessante dos dois malvados de Uncharted 4,  TechRadar declarou que ela é fodona e imparável. Donald Strohman da The Young Folks testificou que junto a Rafe ela era indiscutivelmente um dos melhores vilões da série, e Garren Martin da revista Paste a chamou formidável. Yamilia Avendano disse que ela é tão legal e fodona que gostaria de ser sua amiga e se aventurarem juntas. No entanto Mark Schraybber da Upproxx disse não ter ficado impressionado com Nadine uma ideia de última hora tanto visualmente quanto em roteiro. Aaron Riccion da Slant Magazine disse que é uma personagem difícil, é durona e independente, chefe de uma companhia militar mas que sua caracterização é extremamente aparente. O site WhatCulture ponderou que apesar de ser a personagem feminina mais forte da série em ambos aspectos físicos e de personalidade, e por enfrentar Nathan e Samuel que suas poucas interações na história se torna uma chateação.
Mesmo com críticas e controvérsias, Nadine recebeu prêmio de melhor personagem em Uncharted 4: A Thie'fs End pelo site SixthAxis e ficou em terceiro lugar como melhor vilã pelo GameVício. Laura Bailey também concorreu várias vezes por sua performance como Nadine em Uncharted: the Lost Legacy como pela The Game Awards e em vários sites especializados em jogos eletrônicos como a Cheat Code Central e a húngara Merlin in kazan.